# Bröderna Karlsson
Bröderna Karlsson är en svensk komedifilm från 2010, regisserad av Kjell Sundvall. I huvudrollerna som bröderna ses Björn Bengtsson.

## Handling
Niclas Bering är en advokat i karriären, han har varit singel länge och nätdejtar, men han blir hela tiden dumpad.
På hans arbete anställs en dag en kvinna som han blir förtjust i och allt ser ut att gå vägen då han plötsligt får reda på att hans biologiska mamma, som han aldrig haft någon kontakt med, har avlidit och att han har en tvillingbror. Dagen efter åker han till Luleå för att träffa sin bror som han inte träffat sedan de var 10 månader gamla.
Brodern Hasse är Niclas raka motsats, en brutal, explosiv, otrogen och karismatisk person. En dag dyker plötsligt Hasse upp i Stockholm för att hälsa på sin nye bror, och snart har han vänt Niclas välstädade tillvaro upp och ned.
Filmen är mestadels inspelad i Stockholm under hösten 2009.

## Rollista (i urval)
- Björn Bengtsson – Nicklas Bering / Hasse Karlsson
- Tuva Novotny – Clara
- Johan Rabaeus – Bo
- Jessica Zandén – Lisbeth
- Vanna Rosenberg – Mona
- Per Andersson – Jesper
- Fredrik Hiller – Peter

## Mottagande
Filmen har medelbetyget 2,8/5 på Kritiker.se, baserat på 16 recensioner. Högst betyg fick den av Kommunalarbetaren (4/5) och lägst av Upsala Nya Tidning (1/5).